# Sungai Bulian
Sungai Bulian is een bestuurslaag in het regentschap Merangin van de provincie Jambi, Indonesië. Sungai Bulian telt 2155 inwoners (volkstelling 2010).